# Raphiophora nigrifrons
Raphiophora nigrifrons är en insektsart som beskrevs av Melichar 1912. Raphiophora nigrifrons ingår i släktet Raphiophora och familjen Dictyopharidae. Inga underarter finns listade i Catalogue of Life.